# Hanna Nifantava
Hanna Nifantava –en bielorruso, Ганна Ніфантава– (Minsk, 17 de octubre de 1999) es una deportista bielorrusa que compite en patinaje de velocidad sobre hielo. Ganó una medalla de plata en el Campeonato Europeo de Patinaje de Velocidad sobre Hielo en Distancia Individual de 2022, en la prueba de velocidad por equipos.

## Palmarés internacional
| Campeonato Europeo en Distancia Individual | Campeonato Europeo en Distancia Individual | Campeonato Europeo en Distancia Individual | Campeonato Europeo en Distancia Individual |
| Año                                        | Lugar                                      | Medalla                                    | Prueba                                     |
| ------------------------------------------ | ------------------------------------------ | ------------------------------------------ | ------------------------------------------ |
| 2022                                       | Heerenveen (Países Bajos)                  | Medalla de plata                           | Velocidad por equipos                      |